# جعفر نامدار
جعفر نامدار (زاده ۱۱ تیر ۱۳۱۳ – درگذشته ۱۱ دی ۱۳۹۲) داور و بازیکن فوتبال اهل ایران است. وی سابقه بازی برای تاج و شاهین تهران را دارد.وی پس از دو سال ابتلا به سرطان در کالیفرنیا درگذشت.

## دوران باشگاهی
علاقه وی به فوتبال باعث شد که در سال ۱۳۳۱ به عضویت تیم فوتبال شاهین دربیاید وی خیلی زود توانست از ارکان اصلی دفاعی این تیم شود و در ترکیب تیم منتخب تهران نیز قرار بگیرد. وی در سال ۱۳۳۳ چند دیدار برای تیم تاج انجام داده‌است. نامدار در عرصه ملی در رقابت‌های مقدماتی جام ملت‌های آسیا در آذر ماه سال ۱۳۳۸ در کرالای هندوستان در سه بازی برای تیم ملی ایران به میدان رفت او تا اوایل دهه ۴۰ برای تیم شاهین بازی کرد و تنها قهرمانی تهران در سال ۱۳۳۷ را همراه با این تیم به درست آورد.
جعفر نامدار در اواخر دهه ۵۰ و اوایل دهه ۶۰ میلادی به عنوان مدافع در تیم شاهین بازی می‌کرده‌است و در تیم ملی فوتبال ایران که در بازیهای المپیک ژاپن شرکت کرد عضویت داشت.

## دوران داوری
او در سال ۱۳۴۶ داور رسمی شد. وی در جام جهانی فوتبال ۱۹۷۴ و جام جهانی فوتبال ۱۹۷۸ به عنوان داور وسط قضاوت کرده‌است و در سال‌های ۱۹۷۰ تا ۱۹۷۸ رئیس کمیته داوران ایران بوده‌است.
نامدار در جام جهانی فوتبال ۱۹۷۴ بازی استرالیا و شیلی در برلین غربی قضاوت کرد که بازی با تساوی بدون گل به پایان رسید. او در این بازی مرتکب اشتباه بزرگی شد، به طوری که دو بار به ری ریچاردز بازیکن استرالیا کارت زرد نشان داد ولی او را اخراج نکرد، تا این که چهار دقیقه بعد کلایو توماس یکی از مسئولین فیفا او را از اشتباهش آگاه کرد.
همچنین وی در جام جهانی فوتبال ۱۹۷۸ دیدار دو تیم لهستان و مکزیک را که با برتری سه بر یک لهستان همراه بود سوت زد. وی به عنوان کمک داور دیدارهای برزیل - لهستان (جام‌جهانی ۱۹۷۴)، آرژانتین - لهستان و سوئد – برزیل (جام‌جهانی ۱۹۷۸) نیز بوده‌است. از دیگر قضاوت‌های بین‌المللی این نامدار می‌توان به حضور در بازی‌های المپیک تابستانی ۱۹۷۲ و بازی‌های المپیک تابستانی ۱۹۷۶ اشاره کرد.